# Norberto Lino
Noberto José Lino, S.J. (São Vicente da Raia, Chaves, 31 de maio de 1922 – Lisboa, 18 de dezembro de 2009) foi um sacerdote católico português.
Entrou para a Companhia de Jesus em 1941, no Mosteiro de Santa Marinha da Costa, em Guimarães. Cumpriu estudos em Braga (1946–1949) e no Colégio das Caldas da Saúde (1949–1952). Estudou Teologia em Espanha, em Comillas, Santander entre 1952 e 1956. Foi em Santander ordernado presbítero a 15 de julho de 1955. Cumpre a terceira provação em França, Saint-Martin-d'Ablois, durante o ano letivo 1956–57 e faz os últimos votos jesuítas a 2 de fevereiro de 1959, em Lisboa.
Após a conclusão da sua formação, foi subdiretor do Colégio de São João de Brito em Lisboa (1958–1961) e, mais tarde, foi Reitor do Colégio das Caldas da Saúde (1966–1970). Foi ainda professor e diretor espiritual dos alunos do Colégio da Imaculada Conceição, em Cernache, Coimbra, tendo aí também dirigido a Casa de Retiros de São José.
Em 1972, foi enviado como missionário a Moçambique, onde esteve como pároco na Sé de Quelimane (Paróquia do Nossa Senhora do Lavramento de Quelimane) até 1975.
Regressado a Portugal, esteve na Igreja de São Francisco de Paula e, em seguida, foi nomeado pároco de Corroios, entre 31 de junho de 1977 e 21 de novembro de 1997. Nos 20 anos que esteve em Corroios, teve uma importante ação pastoral: conduziu importantes obras de ampliação da igreja paroquial (que até essa altura era de um só corpo sem naves), como as capelas mortuárias (1978) e uma ala nova com sacristia, cartório, salão e salas de reunião (1982); foi responsável pela criação de comunidades, com locais de culto próprios, em Vale de Milhaços (São João Batista) e Miratejo (Sagrada Família), hoje paróquias independentes; criou dezenas de grupos de formação cristã e a catequese de adultos; criou o centro social paroquial.
 Concorrentemente, foi ainda superior da Residência Beato Inácio de Azevedo na Charneca de Caparica em 1989–1998. Devido a doença prolongada, o Pe. Lino viu-se impedido de exercer o seu múnus pastoral, afastando-se da paróquia de Corroios em 1997, sendo sucedido pelo Pe. Júlio do Vale, que já vinha a ser seu Administrador Paroquial.
Faleceu em 18 de dezembro de 2009, em Lisboa.